# Esquerdes
Esquerdes település Franciaországban, Pas-de-Calais megyében. Lakosainak száma 1607 fő (2022. január 1.). Esquerdes Wisques, Remilly-Wirquin, Setques, Wavrans-sur-l’Aa, Elnes és Hallines községekkel határos.

## Népesség
A település népességének változása:
| Lakosok száma | 1562 | 1605 | 1637 | 1629 | 1627 | 1632 | 1631 | 1619 | 1607 |
|               | 2013 | 2015 | 2016 | 2017 | 2018 | 2019 | 2020 | 2021 | 2022 |